# 거스 맨쿠소
어거스트 로드니 맨쿠소(영어: August Rodney Mancuso, 1905년 12월 5일~1984년 10월 26일)는 "블랙키"(영어: Blackie)라는 별명으로 알려진 미국의 프로 야구 선수이자 코치, 스카우트, 라디오 스포츠 방송 진행자이다. 포지션은 포수였으며, 메이저 리그 베이스볼(MLB)의 세인트루이스 카디널스(1928, 1930~1932, 1941~1942), 뉴욕 자이언츠(1933~1938, 1942~1944), 시카고 컵스(1939), 브루클린 다저스(1940), 필라델피아 필리스(1945)에서 뛰었다.
선수 시절 투수진을 다루는 능력과 경기장 안에서 팀을 이끄는 리더십으로 유명했다. 다섯 차례 내셔널 리그 우승을 경험했으며, 미국 야구 명예의 전당에 헌액된 투수 다섯 명의 공을 받은 포수이기도 했다. 또한 1930년대 최고의 수비형 포수 중 하나로 평가받았다.

## 출생과 성장
맨쿠소는 미국 텍사스주 갤버스턴에서 시칠리아계 이민자의 아들과 독일계 이민자의 딸 사이에서 태어났다. 맨쿠소의 아버지는 40대에 사망했고, 어머니는 산파로 일하면서 가족을 지탱했다. 맨쿠소는 9살에 야구를 시작했다. 고등학교에 졸업한 이후에 은행에서 금전 출납계 직원으로 일하면서도 야구 선수로서의 재능이 있어 은행의 야구팀 일원으로 경기를 뛰었다. 이로 인해 텍사스 리그의 휴스턴 버펄로스 구단 회장의 눈에 띄어 1925년부터 프로 야구 선수로 뛰기 시작했다.

## 선수 경력

### 세인트루이스 카디널스
1927년에 인터내셔널 리그의 시러큐스 스타스에서 뛰며 .372의 타율을 기록했다. 1928년 4월 30일에 세인트루이스 카디널스의 유니폼을 입고 메이저 리그에 데뷔했으며, 7월까지 카디널스 소속으로 있다가 아메리칸 어소시에이션의 미니애폴리스 밀러스로 보내졌다. 1929년에는 아메리칸 어소시에이션에 속한 카디널스 구단의 팜팀인 로체스터 레드윙스와 휴스턴 버펄로스에서 뛰었다.
1930년에 카디널스의 브랜치 리키 단장이 연루된 계약 분쟁으로 말미암아 케네소 마운틴 랜디스 커미셔너가 맨쿠소의 마이너 리그 계약을 무효화했고, 이로 인해 카디널스 구단은 맨쿠소를 메이저 리그로 불러들여야 했다. 이해 시즌 맨쿠소는 자신이 당대 최고의 포수 중 한 명으로 꼽았던 지미 윌슨의 백업 포수 역할을 했다. 그 둘은 하나의 포지션을 두고 경쟁하는 처지였지만, 베테랑이었던 윌슨이 맨쿠소가 메이저 리그에서 포수로서 뛰기 위한 자질을 기르는데 여러 방면으로 도움을 주었다. 또한 맨쿠소는 상대 팀의 강점과 약점을 알아내기 위해 매 경기마다 박스스코어를 분석했다. 그해 9월 12일에 윌슨이 발목을 접지르는 부상을 당하면서 남은 시즌 뛰지 못하게 되었다. 리그 타율이 처음이자 유일하게 3할을 넘겼던 그해, 맨쿠소는 윌슨의 자리를 대신해 경기에 나서 .366의 시즌 타율을 기록했다. 1930년 시즌 세인트루이스 카디널스는 내셔널 리그 우승을 차지했으나, 1930년 월드 시리즈에서 코니 맥 감독의 필라델피아 애슬레틱스에 패배했다.
1931년, 맨쿠소는 여전히 윌슨의 뒤를 받치는 백업 포수였으나 54.3%의 도루 저지율을 기록했고, 소속팀 카디널스는 2년 연속 내셔널 리그 우승을 차지했다. 1931년 월드 시리즈는 필라델피아 애슬레틱스와 세인트루이스 카디널스의 리턴 매치였고, 카디널스가 7차전까지 가는 승부 끝에 우승을 차지했다. 하지만 맨쿠소가 시리즈 내내 타석에 들어선 건 1차전 경기 후반에 대타로 나섰을 때가 유일했다.
1932년 시즌에 들어서 32세가 된 윌슨은 포수로 75경기에 출전하면서, 포수로 82경기에 출전해 .284의 타율을 기록한 맨쿠소와 경기 지분을 나눠 가졌다.

### 뉴욕 자이언츠

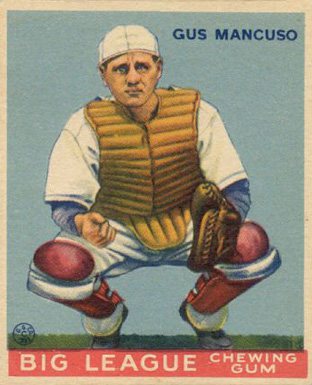
뉴욕 자이언츠 시절의 모습이 담긴 1933년경의 야구 카드

1933년 시즌을 앞두고 맨쿠소는 뉴욕 자이언츠로 트레이드되었다. 당시 뉴욕 자이언츠에는 장기 집권을 했던 존 맥그로 감독의 사임 이후 새로 선임된 빌 테리 감독이 리빌딩을 추진하고 있었다. 주루과 수비, 투수진을 내세우기 원했던 테리 감독은 느린 발을 가진 샨티 호건 대신에 맨쿠소를 팀의 주전 포수로 낙점했다. 테리 감독은 맨쿠소가 날카로운 스크루볼을 가진 칼 허벨, 급강하하는 싱커의 할 슈마커, 너클볼을 던지는 프레디 피츠시먼스, 다양한 구질을 보유한 로이 파르멜리 등으로 구성된 자이언츠 투수진을 책임지도록 했다.
맨쿠소의 리드 아래 뉴욕 자이언츠의 투수진은 그해 내셔널 리그 최저 평균자책점을 기록했으며, 이를 바탕으로 팀은 9년 만에 리그 우승을 차지했다. 맨쿠소는 내셔널 리그 포수 가운데 가장 많은 실책과 패스트 볼을 저질렀다. 하지만 출전 경기 수와 도루 저지, 풋아웃 부문에서 1위를, 어시스트와 레인지 팩터 부문에서 2위를 기록했다. 뉴욕 자이언츠는 1933년 월드 시리즈에서 워싱턴 세너터스를 물리치고 우승을 거머쥐었다. 테리 감독은 직전 시즌 6위를 기록했던 팀이 다음해 월드 시리즈 우승팀이 될 수 있었던 중요한 요인으로 맨쿠소를 꼽았다.
AP 통신사가 89명의 스포츠 기자를 대상으로 실시한 여론조사에서 맨쿠소는 투수들을 능숙하게 다루는 능력을 바탕으로 뉴욕 양키스의 빌 디키에 이어 메이저 리그 올스타 포수 2위에 뽑혔다. 또한 맨쿠소는 1933년 내셔널 리그 최우수 선수상 투표에서 6위에 이름을 올렸다.
1934년 시즌에 소속팀 뉴욕 자이언츠는 1위 세인트루이스 카디널스에 2경기 차 뒤진 2위로 시즌을 마쳤고, 맨쿠소는 전년도보다 타율이 2푼 정도 하락하고 타점이 10점 정도 감소한 시즌을 보냈다.
1935년 시즌, 맨쿠소는 지난해보다 향상된 .298의 타율과 함께 5홈런, 56타점을 기록했다. 그해 열린 올스타전에서 내셔널 리그 백업 포수로 선정되는 영광을 안았다.
1936년 시즌에는 .301의 타율과 커리어 하이인 9홈런, 63타점을 기록하며 자신의 최고의 시즌을 만들어냈으며, 소속팀은 다시 내셔널 리그 우승을 차지했다. 같은 리그의 포수들 가운데서 풋아웃과 도루 저지 부문에서 1위를, 어시스트에서 2위를 차지했으며, 팀의 투수진들이 리그에서 가장 낮은 평균자책점을 기록하는데 일조했다. 1936년 월드 시리즈에서 뉴욕 자이언츠는 강력한 상대였던 뉴욕 양키스를 만나 시리즈를 내주고 말았다. 이해 내셔널 리그 최우수 선수상 투표에서 맨쿠소는 8위에 이름을 올렸다.
1937년에는 시즌 중반까지 .283의 타율을 기록하며 1937년 올스타전에 내셔널 리그 예비 선수로 뽑히며 통산 두 번째 올스타의 영광을 안았다. 올스타전이 있은 지 며칠 뒤에 경기 중 파울 팁에 오른손의 넷째 손가락을 다치는 부상을 입었다. 해리 대닝이 그를 대신해 경기에 나섰고 나쁘지 않은 활약을 펼치면서 맨쿠소가 다시 복귀했을 때 두 선수가 남은 시즌 경기의 각각 절반 가량을 책임졌다.
그해 소속팀 뉴욕 자이언츠는 2년 연속 리그 우승을 차지했으며, 또다시 1937년 월드 시리즈에서 뉴욕 양키스와 맞붙었다. 맨쿠소는 월드 시리즈 1, 2차전에 선발 출전했으나 무안타에 그쳤고, 이후 치러진 경기에서 해리 대닝에게 자리를 넘겨주었다. 양키스는 5차전까지 가는 승부 끝에 월드 시리즈 우승을 거머쥐었다.
다음해 대닝이 뉴욕 자이언츠의 주전 포수로 자리잡았고, 맨쿠소는 52경기에 출전해 .348의 타율과 .411의 출루율을 기록했다.

### 이후의 커리어
1939년 시즌이 시작되기 전에 뉴욕 자이언츠가 시카고 컵스와의 트레이드를 통해 맨쿠소를 컵스로 보냈고, 맨쿠소는 이적한 팀에서 38세의 선수 겸 감독 가비 하트넷과 번갈아가며 포수로 출전했다. 이해 맨쿠소는 .231의 타율과 함께 2홈런, 17타점을 기록했다. 제2차 세계 대전으로 메이저 리그 선수 숫자가 부족해지면서, 맨쿠소의 현역 생활도 연장되었다. 1940년에는 브루클린 다저스에서 뛰었으며, 다음해에는 다시 세인트루이스 카디널스로 돌아왔다. 1941년, 맨쿠소는 팀의 루키 포수이자 미래의 스타가 될 잠재력을 지닌 워커 쿠퍼가 성장하도록 도움을 주기도 했지만, 쿠퍼가 부상을 당하면서 소속팀 경기에서 대부분의 포수 지분을 차지했다. 세인트루이스 카디널스는 그해 시즌 2위를 차지했으며, 맨쿠소는 루키 투수인 어니 화이트(17승 7패)와 하위 크리스트(10승 무패) 등을 잘 이끌었다. 하지만 시즌 타율은 .229에 그쳤다.
1942년 시즌에는 뉴욕 자이언츠로 복귀해 백업 포수이자 투수 코치 역할을 했다. 이후 해리 대닝이 미국 육군에 징집되면서 37세의 나이에 팀의 주전 포수가 되었고, 1943년과 1944년에는 후일 미국 야구 명예의 전당에 헌액되는 35세의 어니 롬바디와 함께 포수로 나섰다.
1944년 시즌이 끝나고 39살이 되기 한 달이 남은 시점에 맨쿠소는 뉴욕 자이언츠에서 방출되었다. 1945년, 과거 팀 동료였던 프레디 피츠시먼스가 필라델피아 필리스의 감독을 맡고 있었는데, 맨쿠소로 하여금 한 시즌 더 포수이자 풀타임 투수 코치의 역할을 해달라고 설득했다. 그해 맨쿠소는 앤디 세미닉과 포수로 번갈아가며 모두 70경기에 출전했는데, 피츠시먼스 감독이 해고당하면서 마침 40세였던 9월 11일 경기를 마지막으로 시즌이 끝나기 전에 팀을 떠났다.

## 평가
맨쿠소는 통산 17시즌의 메이저 리그 커리어 동안 1,460경기에 출전해 4,505타수 1,194안타, 타율 .265, 53홈런, 543타점, 출루율 .328를 기록했다. 통산 수비율은 .977였다. 두 차례 올스타로 선정되었으며, 내셔널 리그 포수 가운데 풋아웃 부문 세 차례 1위, 도루 저지와 레인지 팩터 부문 두 차례 1위를 했다. 통산 50.69%의 도루 저지율로 이 부문 메이저 리그 역대 포수 중 10번째에 이름을 올리고 있다. 다섯 차례 페넌트 우승을 경험했다. 미국 야구 명예의 전당에 헌액된 칼 허벨, 그로버 클리블랜드 알렉산더, 디지 딘, 벌리 그라임스, 제시 헤인스의 공을 받아본 포수였다. 야구 역사가 빌 제임스는 자신의 저서 《The Bill James Historical Baseball Abstract》에서 맨쿠소를 메이저 리그 역대 포수 중 74위로 평가했다.

## 은퇴 후의 삶
1946년, 맨쿠소는 마이너 리그 팀 털사 오일러스의 선수 겸 감독이 되었으며, 1948년에는 샌안토니오 미션스의 감독이 되었다. 1950년에는 루크 스웰 신시내티 레즈 감독이 그를 팀의 투수 코치로 임명했다. 루크 스웰은 세인트루이스 브라운스의 감독을 맡았던 1944년에 거스 맨쿠소의 동생 프랭크 맨쿠소를 브라운스에 스카우트한 이력이 있었다.
1951년이 되자 맨쿠소는 고향 팀인 텍사스 리그의 휴스턴 버펄로스 팀에서 야구 해설가로서의 커리어를 시작했고, 팀의 스폰서를 맡은 맥주 회사 그리즈딕 브라더스 비어는 그를 세인트루이스 카디널스로 옮겨 실황 중계 아나운서 해리 캐리와 함께 팀의 라디오 중계를 맡도록 했다. 1953년에 카디널스를 인수한 맥주 회사 앤하이저부시는 라디오 중계진을 일신하고자 했는데, 맨쿠소가 바로 그 대상이 되었다. 이에 1954년에 맨쿠소는 카디널스의 스카우트로 자리를 옮겼다가, 1950년대 말에 이르러서야 텍사스 리그의 라디오 해설자로 복귀할 수 있었다.
1960년부터 잠깐의 공백기를 지낸 뒤, 맨쿠소는 1962년 신생팀 휴스턴 콜트 .45s에서 비상근 스카우트를 맡았고, 일간지 《휴스턴 프레스》에 여러 차례 칼럼을 기고하였으며, 그리즈딕 브라더스는 그를 휴스턴 콜트 .45s의 경기 전후에 진행되는 방송에 투입시키기도 했다.
1962년의 어느 날 맨쿠소는 교통사고로 인해 심각한 부상을 입었고, 그의 부인 로레나는 이 사고로 인해 사망했다. 그는 몇 년 후에 에스텔 슈메이커(Estelle Deshazo Schumaker)라는 이름의 과부와 재혼했다. 교통사고 이후 맨쿠소는 휴스턴의 이사업체에서 비상근 영업사원으로 일했다. 선수 시절 저축을 전혀 하지 않은 것을 종종 후회했던 맨쿠소는 가족들에게 대학에서 상경계 강좌를 수강할 것을 권유하기도 했다.
맨쿠소는 1981년에는 텍사스주 스포츠 명예의 전당에, 1984년에는 이탈리아계 미국인 스포츠 명예의 전당에 각각 헌액되었다. 1984년에 텍사스주 휴스턴에서 78세의 나이로 폐기종으로 인해 세상을 떠났다. 시신은 휴스턴의 공동묘지에 뭍혔다.

## 통산 기록
| 연 도      | 소 속                 | 경 기                 | 타 석                 | 타 수                 | 득 점                 | 안 타                 | 2 루 타               | 3 루 타               | 홈 런                 | 루 타                 | 타 점                 | 도 루                 | 도 루 자              | 희 생 번              | 희 생 플              | 볼 넷                 | 고 4                  | 사 구                 | 삼 진                 | 병 살 타              | 타 율                 | 출 루 율              | 장 타 율              | O P S                 |
| ---------- | --------------------- | --------------------- | --------------------- | --------------------- | --------------------- | --------------------- | --------------------- | --------------------- | --------------------- | --------------------- | --------------------- | --------------------- | --------------------- | --------------------- | --------------------- | --------------------- | --------------------- | --------------------- | --------------------- | --------------------- | --------------------- | --------------------- | --------------------- | --------------------- |
| 1928년     | STL                   | 11                    | 40                    | 38                    | 2                     | 7                     | 0                     | 1                     | 0                     | 9                     | 3                     | 0                     | 0                     | 2                     |                       | 0                     | 0                     | 0                     | 5                     |                       | .184                  | .184                  | .237                  | .421                  |
| 1929년     | 메이저 리그 기록 없음 | 메이저 리그 기록 없음 | 메이저 리그 기록 없음 | 메이저 리그 기록 없음 | 메이저 리그 기록 없음 | 메이저 리그 기록 없음 | 메이저 리그 기록 없음 | 메이저 리그 기록 없음 | 메이저 리그 기록 없음 | 메이저 리그 기록 없음 | 메이저 리그 기록 없음 | 메이저 리그 기록 없음 | 메이저 리그 기록 없음 | 메이저 리그 기록 없음 | 메이저 리그 기록 없음 | 메이저 리그 기록 없음 | 메이저 리그 기록 없음 | 메이저 리그 기록 없음 | 메이저 리그 기록 없음 | 메이저 리그 기록 없음 | 메이저 리그 기록 없음 | 메이저 리그 기록 없음 | 메이저 리그 기록 없음 | 메이저 리그 기록 없음 |
| 1930년     | STL                   | 76                    | 254                   | 227                   | 39                    | 83                    | 17                    | 2                     | 7                     | 125                   | 59                    | 1                     | 1                     | 8                     |                       | 18                    | 1                     | 1                     | 16                    |                       | .366                  | .415                  | .551                  | .965                  |
| 1931년     | STL                   | 67                    | 208                   | 187                   | 13                    | 49                    | 16                    | 1                     | 1                     | 70                    | 23                    | 2                     | 0                     | 3                     |                       | 18                    | 1                     | 0                     | 13                    |                       | .262                  | .327                  | .374                  | .701                  |
| 1932년     | STL                   | 103                   | 344                   | 310                   | 25                    | 88                    | 23                    | 1                     | 5                     | 128                   | 43                    | 0                     | 2                     | 4                     |                       | 30                    | 1                     | 0                     | 15                    |                       | .284                  | .347                  | .413                  | .760                  |
| 1933년     | NYG                   | 144                   | 540                   | 481                   | 39                    | 127                   | 17                    | 2                     | 6                     | 166                   | 56                    | 0                     | 0                     | 11                    |                       | 48                    | 5                     | 0                     | 21                    | 15                    | .264                  | .331                  | .345                  | .676                  |
| 1934년     | NYG                   | 122                   | 422                   | 383                   | 32                    | 94                    | 14                    | 0                     | 7                     | 129                   | 46                    | 0                     | 1                     | 12                    |                       | 27                    | 2                     | 0                     | 19                    | 9                     | .245                  | .295                  | .337                  | .632                  |
| 1935년     | NYG                   | 128                   | 489                   | 447                   | 33                    | 133                   | 18                    | 2                     | 5                     | 170                   | 56                    | 1                     | 1                     | 12                    |                       | 30                    | 5                     | 0                     | 16                    | 16                    | .298                  | .342                  | .380                  | .722                  |
| 1936년     | NYG                   | 139                   | 565                   | 519                   | 55                    | 156                   | 21                    | 3                     | 9                     | 210                   | 63                    | 0                     | 3                     | 5                     |                       | 39                    | 1                     | 1                     | 28                    | 16                    | .301                  | .351                  | .405                  | .755                  |
| 1937년     | NYG                   | 86                    | 307                   | 287                   | 30                    | 80                    | 17                    | 1                     | 4                     | 111                   | 39                    | 1                     | 0                     | 3                     |                       | 17                    | 2                     | 0                     | 20                    | 4                     | .279                  | .319                  | .387                  | .706                  |
| 1938년     | NYG                   | 52                    | 178                   | 158                   | 19                    | 55                    | 8                     | 0                     | 2                     | 69                    | 15                    | 0                     | 0                     | 3                     |                       | 17                    | 3                     | 0                     | 13                    | 4                     | .348                  | .411                  | .437                  | .848                  |
| 1939년     | CHC                   | 80                    | 282                   | 251                   | 17                    | 58                    | 10                    | 0                     | 2                     | 74                    | 17                    | 0                     | 3                     | 6                     |                       | 24                    | 2                     | 0                     | 19                    | 4                     | .231                  | .298                  | .295                  | .593                  |
| 1940년     | BKN                   | 60                    | 159                   | 144                   | 16                    | 33                    | 8                     | 0                     | 0                     | 41                    | 16                    | 0                     | 0                     | 0                     |                       | 13                    | 4                     | 0                     | 7                     | 4                     | .229                  | .293                  | .285                  | .578                  |
| 1941년     | STL                   | 106                   | 375                   | 328                   | 25                    | 75                    | 13                    | 1                     | 2                     | 96                    | 37                    | 0                     | 3                     | 9                     |                       | 37                    | 4                     | 1                     | 19                    | 9                     | .229                  | .309                  | .293                  | .601                  |
| 1942년     | NYG                   | 44                    | 139                   | 122                   | 4                     | 22                    | 1                     | 1                     | 0                     | 25                    | 9                     | 1                     | 1                     | 3                     |                       | 14                    | 2                     | 0                     | 7                     | 5                     | .180                  | .265                  | .205                  | .470                  |
| 1943년     | NYG                   | 94                    | 291                   | 252                   | 11                    | 50                    | 5                     | 0                     | 2                     | 61                    | 20                    | 0                     | 0                     | 8                     |                       | 28                    | 1                     | 2                     | 16                    | 13                    | .198                  | .284                  | .242                  | .526                  |
| 1944년     | NYG                   | 78                    | 231                   | 195                   | 15                    | 49                    | 4                     | 1                     | 1                     | 58                    | 25                    | 0                     | 0                     | 6                     |                       | 30                    | 1                     | 0                     | 20                    | 4                     | .251                  | .351                  | .297                  | .649                  |
| 1945년     | PHP                   | 70                    | 206                   | 176                   | 11                    | 35                    | 5                     | 0                     | 0                     | 40                    | 16                    | 2                     | 0                     | 2                     |                       | 28                    | 2                     | 0                     | 10                    | 8                     | .199                  | .309                  | .227                  | .536                  |
| 통산: 17년 | 통산: 17년            | 1460                  | 5030                  | 4505                  | 386                   | 1194                  | 197                   | 16                    | 53                    | 1582                  | 543                   | 8                     | 15                    | 97                    |                       | 418                   | 37                    | 5                     | 264                   | 111                   | .265                  | .328                  | .351                  | .679                  |

- 병살타는 1933년부터 집계됨.